# کالج نیوکاسل
کالج نیوکاسل (انگلیسی: Newcastle College) یک کالج بزرگ «تحصیلات تکمیلی» و آموزش عالی در نیوکاسل آپون تاین است که هر ساله بیش از ۱۶٬۰۰۰ دانشجو در انواع آموزش‌های تمام وقت، نیمه وقت و از راه دور در آن ثبت نام می‌کنند. این بزرگ‌ترین کالج تحصیلات تکمیلی در شمال شرقی انگلستان و یکی از بزرگ‌ترین کالج‌ها در انگلستان است.
این کالج تحصیلات تکمیلی، دوره‌های کارآموزی و بزرگسالان را در ۲۳ حوزه موضوعی و همچنین آموزش عالی از طریق مرکز دانشگاه کالج نیوکاسل ارائه می‌دهد.
کالج نیوکاسل بخشی از نیوکاسل گروپ (NCG)، یکی از بزرگ‌ترین سازمان‌های آموزشی، آموزشی و استخدامی در بریتانیا است.

## پیشینه
ریشه‌های کالج نیوکاسل می‌تواند به سال ۱۸۹۴ ردیابی شود؛ زمانی که به عنوان «کالج یادبود رادرفورد» تأسیس شد و در سال ۱۹۴۵ به «مدرسه گرامر رادرفورد» تبدیل شد. در سال ۱۹۳۰، رئیس هیئت آموزش، «چارلز ترولیان»، «ساختمان ترولیان» را برای دختران تأسیس کرد. در سال ۱۹۶۲ کالج به دو بخش جداگانه تقسیم شد، کالج آموزش تکمیلی و کالج فنی چارلز ترولیان. در سال ۱۹۷۲ دو کالج با هم ادغام شدند و به کالج هنر و فناوری نیوکاسل شناخته شدند و در سال ۱۹۸۸ نام خود را به کالج نیوکاسل تغییر دادند.کالج نیوکاسل دلیل ادغام را داشتن مسئولیت حمایت از پیشرفت در سایر کالج‌ها و حفظ سطح آموزش برای به دست آوردن بودجه عنوان کرد.
برابر گزارش نشریهٔ نیوکاسل «The Journal»، بنای این کالج در اواخر قرن بیستم رو به ویرانی بود. «دِم جکی فیشر»، که در سال ۲۰۰۰ به عنوان مدیر به این کالج پیوست و بعداً مدیر اجرایی گروه شد، پیشنهاد می‌کند که ساختمان‌ها به دلیل عدم سرمایه‌گذاری در دهه ۱۹۹۰ در وضعیت بدی قرار گرفته و ساختار کالج هدر رفته بود. تجدید ساختار فیشر و تیمش سه سال و نیم طول کشید، و کالج از سپتامبر ۲۰۱۱ بیش از ۱۵۰ میلیون پوند در سال درآمد داشت، این در مقایسه با ۴۵ میلیون پوند در سال ۲۰۰۳ است.
در سال ۲۰۱۳، کالج نیوکاسل مدیر جدید، کارول کیچینگ را منصوب کرد.